# Wesley de Ruiter
Wesley de Ruiter (Leiden, 13 januari 1986) is een voormalig Nederlands profvoetballer die dienstdeed als doelman.

## Carrière
De Ruiter begon met voetballen bij VV Noordwijk. Daar werd hij gescout door FC Utrecht, waar hij eerste doelman van het beloftenelftal werd. Zijn debuut voor het eerste elftal maakte hij op 12 augustus 2007 in een thuiswedstrijd tegen Espanyol. In een bekerwedstrijd tegen Feyenoord op 26 september 2007 verving hij in de 77e minuut Franck Grandel. In een competitiewedstrijd tegen N.E.C. kwam hij in de rust als vervanger van de geblesseerde Michel Vorm in het veld, wat zijn debuut in de Eredivisie betekende. Bij De Ruiters contractverlenging tot medio 2011 gaf de club aan hem als toekomstig tweede doelman te zien voor het seizoen 2008/09, omdat Grandel na dat seizoen waarschijnlijk zou vertrekken.
Op 26 januari 2011 werd bekend dat De Ruiter een contract voor een half jaar had getekend bij FC Den Bosch. Diezelfde week maakte hij zijn debuut in een met 1-0 gewonnen wedstrijd tegen RKC Waalwijk.
Hij sloot zich in september 2014 aan bij RKC Waalwijk, waaraan hij zich één seizoen op amateurbasis verbond. In de winterstop vertrok hij en werd hij tweede doelman bij FC Emmen. Hij werd hier de opvolger van de naar FC Groningen teruggekeerde Stefan van der Lei.
Na een half seizoen bij FC Emmen gespeeld te hebben, besloot hij te stoppen als prof en ging hij spelen bij Sportlust '46. Na de degradatie van deze club uit de hoofdklasse, ging De Ruiter in juli 2016 naar FC Rijnvogels.

## Clubstatistieken
| Seizoen | Club          | Duels | Goals | Competitie     |
| ------- | ------------- | ----- | ----- | -------------- |
| 2007/08 | FC Utrecht    | 11    | 0     | Eredivisie     |
| 2008/09 | FC Utrecht    | 11    | 0     | Eredivisie     |
| 2009/10 | FC Utrecht    | 0     | 0     | Eredivisie     |
| 2010/11 | FC Den Bosch  | 12    | 0     | Eerste divisie |
| 2011/12 | SBV Excelsior | 34    | 0     | Eredivisie     |
| 2012/13 | SBV Excelsior | 0     | 0     | Eerste divisie |
| 2013/14 | FC Den Bosch  | 23    | 0     | Eerste divisie |
| 2014/15 | RKC Waalwijk  | 0     | 0     | Eerste divisie |
| 2014/15 | FC Emmen      | 2     | 0     | Eerste divisie |
| Totaal  |               | 93    | 0     |                |

Laatst bijgewerkt op 17 januari 2015